# Kalsnava
Kalsnava (ros. Калснава) – przystanek kolejowy w miejscowości Veckalsnava, w gminie Madona, na Łotwie. Położony jest na linii Pļaviņas - Gulbene.
Przystanek istniał w okresie międzywojennym.